# Sun Dan
Sun Dan född den 4 september 1986 i Liaoning, Kina, är en kinesisk gymnast.
Hon tog OS-silver i rytmisk gymnastik för trupper i samband med de olympiska gymnastiktävlingarna 2008 i Peking.